# Еріга (Дискавері)
Еріга (Erigah) — шістдесят другий епізод американського телевізійного серіалу «Зоряний шлях: Дискавері» та 7-й у п'ятому сезоні. Епізод написав Джон Дудковскі, режисура М. Рейвен Мецнер. Перший показ відбувся 9 травня 2024 року.
Оскільки Молл і Л'ак знаходяться під вартою, Федерація втягується в дипломатичну та етичну борню, коли Бріни вимагають їх видати. Тим часом Бук шукає способи допомогти, а Тіллі, Адіра та Ріно намагаються розшифрувати останню підказку.

## Зміст
З викраденої терранської варп-капсули Молл транслює «спеціальну пропозицію» для кур'єрських служб. Отримавши повідомлення, USS «Locherer» наздоганяє і тягне капсулу притягуючим променем, коли вривається USS «Discovery».
На борту «Дискавері» командир Нган каже Бернем — повідомлення передавалося з капсули на підпросторовій частоті, яка є кур'єрським каналом. «Спеціальна пропозиція» — це код SOS — Молл сподівалася, що кур'єр відповість на сигнал лиха та врятує їх. Федерація дісталася першою, адмірал Чарльз Венс попросив Нган привести команду на борт «Дискавері» — для забезпечення безпеки при передачі полонених Федерації. Бернем рада, що її подруга повернулася на борт «Дискавері», і це ж відчуває Нган. Нган дає Майкл щоденник лікаря Веллека, який Молл мала при собі. «Discovery» вже має деякі дані, і Бернем хоче розпочати переклад решти. В команді Нган є ромуланець, який може допомогти.
Букер сперечається з командою Нган — йому не дають потрапити в лікарню. Бернем зазначає, що Букер не повинен бути тут — але Молл і Л'ак переміщені сюди. Нган відмовляє у доступі — ніхто не може увійти чи вийти без дозволу Венса. Букер стверджує, що Молл і Л'ак можуть знати щось важливе. Він провів з Молл більше часу, ніж будь-хто інший, тому, можливо, зможе змусити її поговорити. Але — згідно зі звітом, Молл ледь не вбила його на «Ентерпрайзі». Нган нагадує Букеру, як він вистрелив у «Дискавері» фотонними торпедами та застосував ізолітичну зброю. Хоча Букер працював над тим, щоб виправити ситуацію, Нган усе ще вважає його загрозою безпеці, але вона знайде його, якщо знадобиться допомога. Нган знає, що для Майкл означає Букер, тому відноситься до нього поблажливо.
У лікарні доктор Калбер мудрує з біоліжком, підготовленим, щоб Л'ак міг кудись прямувати, що, на думку Бернем, не є добрим знаком. Л'ак у поганому стані, ледве живий, тоді як «Locherer» повідомляє — Молл зневоднена, голодна, але все ще б'ється. Молл впала у лють, коли їх намагалися роз'єднати. Калбер і співробітники модифікують поле стримування, щоб тримати їх разом. За сигналом Бернем «Лочерер» пересилає Молл і Л'ака із двома членами служби безпеки Нган. Л'ак задихається від болю, Калбер надає допомогу, пояснюючи Молл — він дає знеболююче, а потім повинен оглянути пацієнта. Бернем обіцяє, що вони збираються допомогти Л'аку, але Молл звинувачує Майкл — вона несе відповідальність за його стан. Калбер сканує Л'ака за допомогою медичного трикодера, перш ніж відійти.
Відвівши Бернем, Калбер каже, що Л'ак помирає — лезо вразило життєво важливий орган. Однак вони недостатньо знають про фізіологію Брінів, щоб зробити щось, окрім полегшення болю. Вони повинні зробити більше — втікач Брін, який помирає під вартою Федерації, має, м'яко кажучи, політичні наслідки. Занурившись у медичні дослідження епохи Війни Домініону, Калбер знайшов дані, що Бріни здатні до соматичної регенерації клітин при сильному холоді. Тож вони знайшли захоплений костюм-холодильник Брінів в старому маніфесті зберігання штаб-квартири Федерації. Можливо використати його, щоб перетворити біоліжко на низькотемпературне відділення інтенсивної терапії.
«Дискавері» стрибає до штаб-квартири Федерації, Венс просить поговорити з Бернем, перш ніж вони здійснять посадку. Це секретно, тобто Венс прибуде особисто. Залишивши Рейнера головним, Бернем погоджується зустрітися з Венсом у її кімнаті. Помітно занепокоєний Венс телепортується і повідомляє — плани змінилися: він наказав перенести холодильну установку, а Молл і Л'ак залишаться під вартою «Дискавері». Кораблю потрібно негайно стрибнути і відвести втікачів якомога далі. Отримано повідомлення мовою брінів — це вимога передати втікачів, які зазнали еріги після їх неминучого прибуття, і сканування показує, що дредноут Брінів прямує до штаб-квартири Федерації з максимальним варпом. Лара Ріллак перебуває на дипломатичному саміті на Теллар-Прайм, де вона залишиться з міркувань безпеки, а допоміжний персонал розміститься в каютах. Венс здогадується, що Бріни перехопили їхнє спілкування з «Лочерером» щодо Молл та Л'ака. І їх не можна передати, оскільки не варто дозволити Брінам дізнатися про технологію Прародителів.
Бернем не вірить, що Венс має намір просто заперечити, що втікачі є у Федерації. Венс пояснює — хоча Бріни надто розумні для ігор, наявність Молл та Л'ака в іншому місці принаймні обмежить безпосередній ризик і змусить подумати, як далеко варто штурмувати Федерацію задля еріги. Бернем попереджає — вони не можуть просто рухатися нескінченно довго: Бріни почнуть відстежувати сигнатуру стрибка «Дискавері» та залишать хтозна яку бійню за собою, поки переслідуватимуть їх. Натомість Бернем хоче, щоб «Дискавері» залишився та змусив Брінів порозумітися із Федерацією та знайти рішення. Поміркувавши, Венс погоджується з планом, але Молл і Л'ак залишаться на борту «Дискавері». Дивлячись на голограму, що показує курс дредноута до штаб-квартири Федерації, Венс хоче вірити, що це спрацює.
В штаб-квартирі Федерації Т'Ріна вітає Венса, Бернем та Рейнера, якому Ріллак доручив вести переговори з Брінами. Під час підготовки Т'Ріна переглянула записи дипломатичних контактів з Брінами. Не було жодного офіційного контакту між Федерацією та ними з часів до Спалу. Федерація знає, що Бріни пережили заворушення після смерті їхнього Імператора, і шість Примархів воюють за контроль над Імперією; і невідомо, хто виграє. Рейнер вважає, що це не має значення — всі Бріни однакові, і слова «дипломатія» немає в їх словнику. Хоча Т'Ріна має намір навчити їх цьому, Рейнер вважає задум нездійсненною мрією. Т'Ріна дорікає Рейнеру — не прирівнювати бажання розуміння до браку сміливості з її боку. Ця фракція Брінів прагне влади, має бути щось, що Федерація може запропонувати, щоб скасувати ерігу. Рейнер вважає, що Бріни будуть готові розпочати війну, щоб виконати ерігу — кровну помсту. Востаннє коли Бріни увійшли у простір Федерації, Зоряний Флот був спійманий на беззубості. Венс відкликав деякі з їхніх кораблів як засіб стримування, і вони встановлять оборону, потрібно зберегти спокій, доки не прибуде підкріплення.
Бернем розуміє — щось не так: Брінам не потрібно бути на території Федерації, щоб висунути вимогу — це є ризиком і для них. Майкл вважає — існує важлива причина, щоб Бріни хотіли Молл і Л'ак, і найпотужнішою зброєю в дипломатії є інформація. Т'Ріна нагадує — Сару, який зараз перебуває у дипломатичній місії неподалік від простору Брінів, зазначав — фракційні війни виникли через суперечку про правонаступництво, є конкуруючі претензії від різних гілок королівської лінії. Венс цікавиться, з якою метою Молл і Л'ак могли б служити Примарху королівського роду. Оскільки Примарху не потрібен Л'ак для спадкоємства. Рейнер наполягає — це не матиме значення, якщо Бріни думають, що вони можуть їх взяти. Рейнер пропонує встановити торонні емітери на корпусі — в поєднанні з силовими пристроями створять враження, що вони озброєні по брови. Це могло б дати паузу, Т'Ріна вказує — це також може підштовхнути Брінів до атаки. Рейнер нагадує всім ромуланську приказку «ніколи не повертайся спиною до Бріна». Т'Ріну дратує його ксенофобія, але Рейнер заявляє — не він ксенофоб, а Бріни: геноцид є необхідністю для них, їхньої версії Головної директиви. Бернем наказує Рейнеру чекати її зовні та наполягає Венсу й Т'Ріні — якщо Молл і Л'ак мають інформацію, вони повинні витягти її чимшвидше. Бернем була з ними на «Ентерпрайзі», і зрозуміла, як вони працюють, тому вважає, що у неї є шанс. Венс і Т'Ріна погоджуються дозволити їй спробувати, але попереджають тримати її першого офіцера в строю — вони не можуть дозволити собі помилок, коли прибудуть Бріни.
Рейнер люто попереджає Бернем, що оборонна позиція їх просто знищить. Майкл зазначає, що Венс робить усе можливе, і стурбована здатністю Рейнера впоратися з цією ситуацією. Рейнер наполягає — жоден із них не розуміє, з чим вони стикаються, але Бернем підозрює щось особисте. Однак Рейнер заявляє — він уже сказав все, хоча вибачається за тон. Бернем наказує лейтенанту Гало повідомити «Дискавері» стан «жовтої тривоги» та підготувати всіх до неминучого прибуття Брінів.
Тіллі пробирається коридорами «Дискавері», пояснюючи Стамецу — вона повертається до штаб-квартири Федерації, оскільки потрібна курсантам у разі нападу Брінів. Стамец наполягає, що вона потрібна на «Discovery», показуючи Тіллі металеву картку, яку було знайдено на Галемно. На ній є логотип Бетазоїдів із текстом, що перекладається як «Лабіринти розуму». Якщо Тіллі й Адіра зможуть зосередитися на значенні цієї фрази, то Стамец з'ясує властивості картки. Тіллі дивується, чому вони говорять про підказку зараз — коли Бріни востаннє відвідували Федерацію, вони знищили ціле місто. Стамем наполягає — саме тому їм потрібно зосередитися на цьому. USS «Mitchell» знаходиться поруч із наказом бути готовим, якщо отримають зашифроване повідомлення в штаб-квартиру Федерації — що всі загинули і не можуть виконати місію. Підказка є найважливішою справою для Федерації зараз, і вони повинні отримати силу Прародителів та зберегти її в безпеці; це надто небезпечно, щоб потрапити в руки Брінів чи когось іншого. Крім того, штаб-квартира Федерації є найбезпечнішим місцем, де курсанти Тіллі можуть бути зараз. Тіллі погоджується повернутися до наукової лабораторії та допомогти Адірі знайти розгадку.
Калбер повідомляє — стан Л'ака повільно покращується. Суміш газів із мінусовою температурою провокує сильну імунну відповідь, унікальну для брінів. Бернем попереджає Молл і Л'ака, що Бріни вже в дорозі, вони вимагають, щоб Федерація видала їх обидвох. Бернем знає, що віткачі передбачили можливість, що Бріни перехоплять сигнал лиха. Молл просто іронізує — вона завжди була прихильною це зробити. Молл і Л'ак сказали на «Ентерпрайзі» — вони намагалися відкупитися від еріги за допомогою технології Прародителів. Бернем зазначає, що дредноут — найпотужніший клас військових кораблів у всій Імперії Брінів — йде до штаб-квартири Федерації, щоб забрати Молл та Л'ака — цей Примарх дійсно хоче їх. Федерація могла просто залишити їх помирати, замість того, щоб допомогти Молл і Л'аку. Молл каже — якщо Бернем дійсно хоче їм допомогти, вона відпустить їх — але вони не матимуть жодного шансу в стані Л'ака.
Л'ак каже Бернем — деякі речі гірші за смерть, і Майкл розуміє — Примарх не має наміру вбивати їх. Л'ак є родичем Примарха, Майкл вимагає відповіді, чого він насправді хоче. Коли втікачі не відповідають, Бернем повідомляє власні висновки: Примарх хоче отримати трон, і якимось чином Л'ак може підвести його для нього. Для того, хто боровся за свободу, це була б доля гірша за смерть. Молл і Л'ак поглядами підтверджують здогади Бернем, і Майкл збирає головоломку. Л'ак є прямим нащадком Брінського імператора і Брінської імперії — про що йому нудить навіть говорити. Л'ак просить Бернем зробити послугу і плюнути дядькові в обличчя, коли прийде Примарх. Бернем покидає лікарню, не кажучи більше ні слова.
У науковій лабораторії Зора повідомляє — вона знайшла відповідність фразі, написаній на металевій картці. «Лабіринти розуму» — це назва рукопису Бетазоїдів, написаного в 2371 році доктором Мариною Дерекс — з учених, які приховували технологію Прародителів. Вийшло лише кілька тисяч примірників, і Зора не знайшла доступного. Крім того, Зора не вважає, що копія буде корисною — пунктуація символів Бетазоїдів вказує, що їм потрібно знайти оригінальний текст. Адіра просить Зору відсканувати файли персоналу Зоряного флоту. Поки вони чекають на результати, Тіллі згадує, як Адіра боялася бути на містку, коли з «Дискавері» відправилася до Галемно. Але Адіра справді знаходить свій шлях, і їм не варто боятися брати на себе більше. Зора знаходить людину з відповідним досвідом, у чиєму резюме вказано попередню роботу продавцем рідкісних і антикварних книг: командир Джет Рено.
Тіллі та Адіра звертаються по допомогу до Рено, коли вона працює над матрицею прицілювання. Тіллі пояснює, що остання підказка вказує на рідкісний рукопис, і вони думали, що Рено може їм допомогти. Рено зізнається, що вона доповнила своє резюме — раніше вона перевозила важкодоступні фоліанти для підпільного антиквара. Адіра здивована, що Рено колись була контрабандистом, перш ніж приєднатися до Зоряного Флоту. Про «Лабіринти розуму» Рено ніколи не чула. Рено обіцяє допомогти розібратися, поки вона працює над ремонтом випромінювачів щитів. Але приходить сповіщення «Код Один-Альфа», і Рено розуміє — прибули Бріни.
Бернем транспортується до штаб-квартири Федерації та попереджає Венса й Т'Ріну — це той самий корабель, який вони з Рейнером бачили під час подорожі в часі. Корабель, який знищив штаб-квартиру Федерації в іншій шкалі часу. Офіцер повідомляє — їхні скани не можуть проникнути через дефлекторні щити корабля, Венс наказує викликати прибулих. Бернем розповідає — без Л'ака цей Примарх не має шансів на трон, і їм потрібно придумати, як використати цю інформацію. Голографічний Брін з'являється посеред кімнати, лейтенант Теемо перекладає його повідомлення. Примарх Рун вимагає передати втікачів на його корабель. Т'Ріна пояснює, що її уповноважено вести переговори. Рун відмовляється, але Т'Ріна каже йому — Л'ак і Молл зараз проходять лікування, і інструкції про екстрадицію повинні бути розроблені та затверджені. Т'Ріна просить чотири години, Рун дає їм лише одну, невиконання буде вважатися актом війни. Бернем дякує Т'Ріні, кажучи, що в неї є ідея.
Стамец намагається визначити зоряну систему наступної підказки за допомогою Зори, використовуючи мінерали, знайдені на картці Бетазоїдів. Букер шукає Стамеца, і у них багато запитань. Букер пропонує свою допомогу, а Стамец просить допомогти знайти щось, що вкаже на місце в космосі, де була зроблена картка.
Бернем питає Рейнера, що він знає про керівництво Брінів, зокрема про спадкоємність. Примарху потрібен Л'ак, щоб претендувати на трон, і Бернем вважає — вони можуть цим скористатися, але як? Хоча Федерація має справу з культурою, про яку вони майже нічого не знають, Рейнер знає більше, враховуючи його різку реакцію раніше. Трохи покопавшись, Бернем тепер розуміє чому: рідний світ Рейнера Келлерун використовувався як форпост Брінів протягом кількох років. Бернем запитує, чи був у Рейнера сварка з примархом Руном, але він каже — це була інша примарх, Тахал. Тахал з'явився без попередження, кораблі заполонили небо Келлеруна. Тахал вирубав ліси планети, отруїв моря й небо. Численні келлерунці загинули на війні Брінів. Келлерунці влаштували жахливу боротьбу з Примархом, але Рейнер — єдиний член його родини, який вижив. Бернем вибачається за те, через що пройшов Рейнер, і повторює, що з Брінами не можна домовитися, коли вони чогось хочуть. Бернем каже — їм потрібно змусити Руна повірити, що Федерація може запропонувати щось, чого він хоче більше — більше, ніж Молл і Л'ак.
Ріно розповідає, що 800 років тому вона мала масу контактів у книжковій торгівлі. Адіра пояснює, що рукопис єдиний у своєму роді, будь-які копії давно втрачені. Ріно зауважує, що Дерекс хотіла захистити його, якщо це приведе до наступної підказки. Ріно пропонує спробувати Вічну галерею та Архів — банк, за винятком того, що він захищає знання. Архів нейтральний, всі світи вітаються, і багато раритетів відправляються на зберігання. Він десь у космосі, і залишається в безпеці, оскільки завжди в русі. Ріно запитує про металеву картку, припускаючи, що це може бути бібліотечна річ, тому Архів надав доступ. Тіллі та Адіра вирушають перевірити це.
Калбер каже Л'аку — хоча він ще не вийшов з кризи, зараз є стабільний. Л'ак попереджає — хоча Бернем вважає, що вона може розіграти Руна, було б помилкою вважати, що Брін думає так як люди. Калбер вважає — якими б різними не були два види, завжди є спільне. Л'ак пояснює, що Молл любить його через їхні розбіжності, а не попри них. Л'ак сильно напружується, Молл просить Калбера дати йому відпочити. Молл попереджає Л'ака — вони не можуть дозволити Руну захопити їх, поки не отримають технологію Прародителів. Л'ак вірить, що Федерація ніколи не відмовиться від них, але застрягти в тюрмі — це просто ще один вид покарання. Л'ак каже Молл, що змусить лікарів опустити захисне поле, після чого вона втече, і вони полетять геть. Молл неохоче визнає, що в неї немає кращої ідеї, але Л'ак знає, що їй не сподобається план зруйнувати поле стримування. Вони змушені розлучитися, оскільки охоронці починають підозрювати їх.
В штаб-квартирі Федерації Т'Ріна підтверджує, що вони готові продовжувати задумане, а Венс наказує привітати дредноут Руна повідомленням — готові видати втікачів. Рун з'являється із кількома Брінами та запитує, де його в'язні. Т'Ріна оголошує, що, оскільки відведена їм година ще не закінчилася, Федерація хотіла б використати той час, що залишився, для розмови. Рун відмовляється, вимагаючи те, що належить йому. На велике здивування Руна, Т'Ріна розповідає, що вона вільно володіє мовою Брінів і знає, що Рун насправді сказав — «не потрібно розмовляти з безхребетними болотними хробаками». Венс дає Руну пропозицію: 45 метричних тонн дилітію в обмін на те, що Рун скасує ерігу. Рун переходить на Стандарт Федерації, попереджаючи, що єдина плата за нагороду за кров — це кров, а скільки буде пролито сьогодні, залежить від Зоряного флоту.
Т'Ріна незворушно каже Руну — вони воліли б уникнути конфлікту, і тому пропонує останній шанс розглянути їхнє прохання. Рун називає ідею образливою, а Т'Ріна оголошує, що вони намагалися брати участь у дипломатичних переговорах і отримали відмову. Замість того, щоб доставити полонених до Руна, вони приймуть пропозицію, яку Федерація отримала від примарха Тахал. Т'Ріна стверджує, що Бернем і Рейнер були лідерами в переговорах з Тахал. Бернем додає, що Тахал також зацікавився Л'аком, оскільки його перебування значно посилить претензії на трон, чого також хоче Рун. Розлючений Рун озброюється і звинувачує у брехні щодо Тахал. Бернем стверджує, що Тахал була жорсткою у переговорах, але чесною в умовах, але Руна це не переконало. Рейнер розповідає, що він добре знає Тахал, наприклад факт — флагман «Tau Ceti» названо на честь смертоносної гадюки з повільно діючою отрутою. Ось як Тахал убила родичів Рейнера на Келлеруні, коли вони повстали. Тахал теж би вбила Рейнера, але він мужньо бився і Брінам це сподобалося. Переконавшись, що вони не блефують, Рун погрожує розірвати станцію на атоми, якщо вони не дадуть йому Л'ака. Однак Т'Ріна знає, що Рун ніколи не ризикне цим, оскільки це може зашкодити Л'аку. Ризик, який Рун не може собі дозволити.
У лікарні «Дискавері» Молл просить поговорити з Бернем, відволікаючи увагу охоронців, Л'ак починає маніпулювати запасом трикордразину, прикріпленого до його біоліжка. Л'ак вводить собі весь запас, а Калбер опускає поле стримування. Калбер вражений, що Л'ак ввів денну дозу стимулятора, і Молл змушує її рухатися, оскільки сигналізація біоліжка починає спрацьовувати, і Л'ак колапсує. Молл атакує команду безпеки, збиваючи їх і забираючи фазер в одного. Калбер намагається перешкодити втекти, але Молл приголомшує його фазером, обіцяючи повернутися, як тільки зможе, до Л'ака. Входить Нган, і жінки борються.
Рун пропонує перевищити те, що Тахал запропонувала Федерації, Т'Ріна пропонує третій варіант, а не вступати у війну між ворогуючими фракціями Брінів. Вони відхиляють пропозицію Тахал, і Рун спокійно йде, без ув'язнених. Бернем зазначає — за допомогою спорового приводу «Дискавері» вони можуть піти з Л'аком до Тахал за секунди, якщо Рун атакує їх. З іншого боку, якщо Федерація збереже Л'ака, Нащадок буде виключений із наслідування, а статус-кво збережеться — Рун може вирішити суперечку з Тахал у битві. Серйозно обмірковуючи пропозицію, Рун попереджає — якщо з боку Федерації Л'аку станеться якась шкода, війна буде неминуча. Т'Ріна дає Примарху слово, що Л'ак не постраждає під час ув'язнення Федерації.
Нган зв'язується з Бернем, яка повертається на «Дискавері», щоб знайти наслідки бійки та зникнення Молл. Зора не може знайти ознак біометричних даних Молл, що свідчить — вона може мати певну біометричну маскувальну технологію. Бернем наказує ініціювати протокол блокування, щоб Зора зробила все можливе. Піклуючись про Л'ака, Калбер попереджає, що вони втрачають його. Калбер недостатньо знає про фізіологію Л'ака, і йому потрібна допомога медика-бріна. Бернем телепортується, щоб отримати Калбера від Примарха.
Поки Букер вивчає зоряну карту, Зора оголошує протокол локдауну. Один втікач вислизнув і команда Нган проводить пошуки. Букер миттєво розуміє, що це Молл, і запитує Зору, чи використовувалися якісь термінали для доступу до схем корабля. Зора підтверджує — термінал C-7 на палубі 5 був доступний 30 секунд тому, Букер прямує всупереч запереченням Стамеца. Неохоче зупинившись, Букер міркує, що розгадкою є Бетазоїд, але в ньому немає мікроелементів самого Бетазеду. Букер пропонує одну з колоній Бетазоїдів, але Стамец каже, що їх не було 800 років тому.
Букер вважає — вони щось упускають, тому що повинні бути далі — у Стамеца стається прозріння. Він розуміє, що Бетазоїди — телепати, а Дерекс, можливо, створила перехідний зв'язок між картою та тим, звідки вона прийшла, а також залишив сліди її думок і емоцій. Оскільки Букер емпат, він міг би їх прочитати. Зосередившись на картці, Букер отримує доступ до посилання та знаходить віддалений порожній простір із величезною хмарою пилу та плазмовим штормом, а також вибухами плазми. Стамец визначає це як величезну віддалену плазмову бурю з можливими вибуховими спалахами, які створять йонний розряд, і все це корисно. У Букера також було ще одне відчуття, яке він описує як вічність або нескінченність, але не знає, що це означає, і йде шукати Молл.
У лікарні Калбер і співробітники продовжують зусилля, щоб врятувати Л'ака, що швидко слабне. Бернем знайшла медика-бріна, але Примарх дозволив би це, лише якщо б він теж міг приїхати. Рун, медик і троє брінських солдатів долучаються, і брін наказує Бернем й Калберу відійти від його племінника. Коли медик починає доглядати за Л'аком, Рун запитує про другого в'язня, але Бернем каже, що її утримують деінде на кораблі. Рун попереджає — Федерація заплатить, якщо тут помре його племінник.
На палубі-5 Нган наказує двом членам своєї команди вернутися і дякує Букеру, що він попередив її. Букер запитує, чи Л'ак теж втекла. Нган починає пояснювати стан Л'ака, вони знаходять Молл, яка стоїть біля терміналу, тримаючи інженера на прицілі. Молл стріляє в неї, Нган попереджає, що корабель замкнено, і їй нікуди йти, а інженер кричить, що у Молл є карта шатл-шлюзу. На шок Букера, Нган розповідає, що план втечі мав зворотний результат — Л'ак неправильно оцінив дозу, і він може не вижити. Хоча Молл не вірить цьому, Нган похмуро киває Букеру, підтверджуючи правду. Жінки націлюють фазери одна на одну, Букер каже Молл, що Нган не бреше. Бук знає, що Л'ак — це її світ. А також знає, як це втратити своє все, і благає Молл не втрачати шанс бути поруч з Л'ак. Спустошена Молл тихо здається.
Молл заходить до лікарні, де медик-брін припинив роботу з Л'аком, а Калбер і Бернем кидають на неї похмурий погляд. Молл обіцяє Л'аку, що вона тут із ним, він вибачається перед нею, здогадуючись, що використав занадто багато. Молл благає Л'ака не йти — їй потрібно, щоб він був з нею. Але Л'ак обіцяє Молл, що все буде добре. Л'ак помирає, а Молл плаче.
Рун люто звинувачує Федерацію у вбивстві Нащадка, але Бернем і Калбер пояснюють — Л'ак зламав біоліжко та ввів собі величезну дозу трикордразину. Руна не хвилює намір, а радше результат, і він попереджає їх готуватися до бою. У штаб-квартирі Федерації Т'Ріна перекладає Венсу, що Л'ак мертвий, а Рун наказав усім військам повернутися на кораблі та озброїти всі торпедні системи. Венс намагається розрядити ситуацію, але війська Бріна телепортуються. Венс швидко наказує оголосити червону тривогу та підняти щити. Рейнер закликає Зоряний флот зробити перший крок, але Т'Ріна попереджає — їхні дії тут спричинять хвилі, які можуть вразити багато світів. Поки вони сперечаються, Теемо оголошує — прибувають чотири кораблі Зоряного флоту. «Лочерер», «Кріденс», «Екскалібур-M» і «Ла-Мар» стрибають, щоб приєднатися до штаб-квартири Федерації, а «Discovery» — протистояти дредноуту Брінів.
Бернем стверджує — Федерація привезла Л'ака, щоб врятувати його, і не було причин бажати йому зла. Калбер пояснює, що Л'ак передозувався стимулятором під час плану втечі, але Рун їм не вірить. Молл підтверджує, що Л'ак зробив це, аби вони могли бути вільними, але Рун все одно не переконаний. Молл розуміє, що Рун думає — війна, щоб помститися за його племінника, об'єднає Брінів за ним. Що Рун підтверджує, заявляючи — якщо він не зможе використати Нащадка в житті, то використає його в смерті. Молл заявляє, що вона йде туди ж, куди й Л'ак, навіть у смерті, показуючи Примарху відповідні символи на їхніх руках. Рун називає це гидотою, але Молл уточнює, що це шлюб. Л'ак є її чоловіком — Рун зобов'язаний взяти Молл із собою. Рун наполягає, що Молл ніколи не буде бажаною серед Брінів. Молл відкриває йому, що Федерація щось приховує від нього, силу настільки велику, що Примарху не знадобиться Л'ак, аби претендувати на трон, і ніхто не стане на його шляху. Молл може отримати це для нього, якщо Рун візьме її з собою. Перевіривши вирази облич співробітників Федерації, Рун розуміє, що Молл говорить правду. І вказує, що Молл буде передана йому як плату за уникнення війни. Незважаючи на протести Бернем, Рун дає їм п'ять хвилин, щоб доставити Молл на його корабель, і рушає геть.
У конференц-залі штаб-квартири Федерації Молл тримають в полі стримування, поки всі сперечаються. Букер стверджує, що Молл не мислить зле, але Бернем вважає, що у неї є план. Т'Ріна вважає, що мотивація Молл на даний момент не має значення — вона має прийняти рішення від імені Федерації, і саме на це слід звернути увагу. Венс запитує, чи знає Молл якісь подробиці про технологію Прародителів, про які вона ще не повідомила Брінам та Бернем. Команда Нган переклала решту щоденника Веллека. Хоча в щоденнику немає нічого істотного, є уривок, який може бути доречним. Доктор Веллек вважав — оскільки цю технологію можна використовувати для створення життя, вона також може воскрешати мертвих. Бернем розуміє, що Молл вважає — вона може використати це, щоб повернути Л'ака. Хоча Брін має ерігу, Молл сказала, що вони з Л'аком збираються використовувати технологію, аби викупитися. Допомагаючи Брінам, Молл отримує Л'ака та свободу одночасно. Букер хвилюється, що Рун уб'є її, щойно отримає цю технологію, Нган припускає, що Молл також має план щодо цього.
Т'Ріна запитує про будь-які подальші міркування зі стратегічної точки зору, і Рейнер зазначає — Молл не має підказки від Галемно, якою володіє «Дискавері». Як тільки підказку буде розшифровано, «Дискавері» може негайно стрибнути. Хоча Брін може відстежити їх слід, швидкість на боці «Дискавері». Букер шокований, що вони насправді розглядають можливість віддати Молл Брінам. Венс заявляє — зараз вони змагаються з Брінами за технологію Прародителів, незалежно від того, чи мають допомогу Молл. Букер запитує про притягнення Молл до суду за те, що сталося на К'мау, Т'Ріна вказує — вона також скоїла злочини в просторі Брінів, і буде притягнута до відповідальності чи ні згідно з їхніми законами. Т'Ріна вирішує — мало що можна втратити, дозволивши Брінам забрати Молл, і багато втратити, утримавши її. Венс неохоче опускає захисне поле, і Молл транспортується звідти. Сказавши Бернем, що це неправильно, розлючений Букер йде. Дредноут Руна віддаляється від штаб-квартири Федерації та стрибає на варпі.
Стамец повідомляє — наступна підказка знаходиться у Вічній галереї та Архіві. Тіллі пояснює, що Архів змінює місце розташування приблизно кожні 50 років, і вони знайшли записи для близько 18 різних місць за останні 900 років. Адіра додає — у кожному із записів в архіві згадується металева бібліотечна картка, яка використовується для отримання доступу до певного предмета, який там зберігається. Стамец і Адіра розповідають, що завдяки Букеру вони знають — Архів наразі знаходиться в регіоні з великим йонним розрядом у безпосередній близькості. Зора накладає всі попередні відомі місця Архіву на карту регіонів поблизу великої кількості йонних розрядів — це Безплідні землі. Рейнер був там, і це його не тішить. Бернем обіцяє, що вони швидко зайдуть і вийдуть, і дякує команді, наказуючи готуватися до стрибка.
Бернем визнає, що день був справді важким, згадуючи, як вона сама підняла повстання перед Битвою подвійних зірок, замість того, щоб хоч трохи відступити клінгонам. Але Рейнер досить добре впорався з цим. Обидва обіцяють більше ніколи не дозволяти Брінам робити те, що вони зробили з Келлеруном. Бернем і Рейнер направляються до містка, корабель готовий, і Бернем дає наказ до стрибка.

## Сприйняття та відгуки
Станом на лютий 2025 року на сайті «IMDb» серія отримала 6.4 бала підтримки з можливих 10 при 1216 голосах користувачів.
В огляді для «Den of Geek» Лейсі Богер відзначила: «Після кількох надзвичайно посередніх частин, „Зоряний шлях: Дискавері“ повертається до чудової форми з „Ерігою“, напруженою та напрочуд політичною годиною, яка нарешті робить вищі та безпосередніші ставки в пошуках підказок „Прабатьків“, що триватимуть завершення сезону. Також не завадить зазначити те, що це перший епізод за багато років, який мав справжнє напруження — вибачте, у „Whistlespeak“, ми всі знали, що з Тіллі насправді нічого не трапиться — і сюжет, який не можна було передбачити відразу.»
Для «Реактора» Кейт ДеКандідо зазначено: «Сюжет — це більше те, що „Discovery“ робить найкраще. Тіллі та Адіра виявляють, що шматок металу, який вони знайшли минулого тижня, є, по суті, квитанцією з бібліотеки. Ще в 23 столітті Рено бла частиною зграї ентузіастів рідкісних книг, які зберігали речі в мандрівній бібліотеці. Це все ще приблизно через дев'ять століть, і Рено зараз, очевидно, не знає нікого, хто має до цього відношення. Але цього достатньо, щоб змусити їх рухатися в правильному напрямку.»
В огляді «Screen Rant» зазначалося: «„Еріга“ буквально приводить Бріна до дверей Об'єднаної Федерації Планет, коли примарх Рун прибуває, щоб взяти опіку над племінником Л'аком. Останньою зупинкою „Star Trek: Discovery“ до п'ятої та останньої підказки щодо скарбів Прабатьків є Вічна Галерея та Архів, які розташовані в Бадлендсі за видінням Бука з картки-ключа Дерекса. Безплідні землі часто відвідували в Star Trek: Deep Space Nine і Star Trek: Voyager, оскільки небезпечний регіон космосу колись був базою макі у 24 столітті.»

## Знімались
| Актор                     | Роль           |
| ------------------------- | -------------- |
| Сонеква Мартін-Грін       | Майкл Бернем   |
| Ентоні Репп               | Пол Стамец     |
| Мері Вайзман              | Сільвія Тіллі  |
| Вілсон Круз               | Гаг Калбер     |
| Блу дель Барріо           | Адіра          |
| Каллум Кіт Ренні          | Рейнер         |
| Тіг Нотаро                | Джет Рено      |
| Девід Аджала              | Клівленд Букер |
| Аннабель Волліс           | Зора           |
| Одед Фер                  | Кларенс Венс   |
| Тара Рослінг              | Т'Ріна         |
| Ів Гарлов                 | Молл           |
| Еліас Туфексіс            | Л'ак           |
| Рейчел Анчеріл            | командер Нган  |
| Орвілл Каммінгс           | Крістофер      |
| Девід Бенджамін Томлінсон | Лінус          |
| Крістіна Діксон           | Аша            |
| Вікторія Саваль           | Ная            |